# Philipp Wildermuth
Philipp Wildermuth (* 19. März 1980) ist ein ehemaliger deutscher Basketballspieler.

## Laufbahn
Der 1,95 Meter große Flügelspieler schaffte 1999 aus der eigenen Jugend kommend den Sprung in die Regionalliga-Herrenmannschaft der BG Ludwigsburg. Wildermuth war daran beteiligt, dass die Ludwigsburger im Spieljahr 1999/2000 niederlagenfrei in die 2. Basketball-Bundesliga aufstiegen. Anschließend gehörte er auch in der zweithöchsten deutschen Spielklasse dem Ludwigsburger Aufgebot an. 2002 gelang ihm mit der BG unter der Leitung von Trainer Peter Schomers der Aufstieg in die Basketball-Bundesliga.
In der Saison 2002/03 spielte Wildermuth leihweise beim TSV Crailsheim in der 2. Bundesliga, entwickelte sich dort deutlich weiter und stand mit Beginn des Spieljahres 2003/04 wieder im Ludwigsburger Bundesliga-Aufgebot. Der Flügelspieler stand in elf Bundesliga-Partien auf dem Feld und erzielte zusammengerechnet fünf Punkte. Hernach verließ er Ludwigsburg und wechselte im Vorfeld der Saison 2004/05 wieder zum Zweitligisten Crailsheim. Im Februar 2006 ging Wildermuth innerhalb der 2. Bundesliga zum MTV Stuttgart, mit dem er dann später in der 1. Regionalliga antrat. In der Saison 2007/08 gehörte er mit 19,9 Punkten je Begegnung zu den besten Korbschützen der 1. Regionalliga Südwest. Er spielte bis 2009 in Stuttgart und anschließend in der Saison 2009/10 noch kurz für die BSG Ludwigsburg, ebenfalls in der 1. Regionalliga.